# Byrrhinus fuscus
Byrrhinus fuscus är en skalbaggsart som beskrevs av Victor Ivanovitsch Motschulsky 1858. Byrrhinus fuscus ingår i släktet Byrrhinus och familjen lerstrandbaggar. Inga underarter finns listade i Catalogue of Life.